# Бідегоян
Бідегоян (баск. Bidania-Goiatz, ісп. Bidegoyan, офіційна назва Bidegoian) — муніципалітет в Іспанії, у складі автономної спільноти Країна Басків, у провінції Гіпускоа. Населення — 510 осіб (2009).
Муніципалітет розташований на відстані близько 330 км на північ від Мадрида, 24 км на південний захід від Сан-Себастьяна.
На території муніципалітету розташовані такі населені пункти: (дані про населення за 2009 рік)
- Біданія: 396 осіб
- Гояц: 114 осіб

## Демографія
Динаміка населення (INE ):

## Галерея зображень

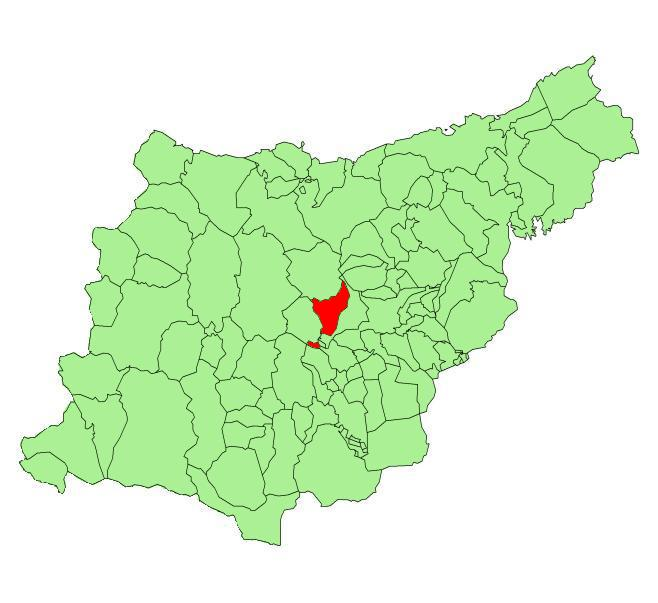
Розташування муніципалітету